# City of Whitehorse
City of Whitehorse – obszar samorządu lokalnego (ang. local government area), położony we wschodniej części Melbourne. Whitehorse zostało założone w 1994 z połączenia Box Hill i  Nunawading. W Whitehorse znajduje się Deakin University. Obszar ten zamieszkuje 144 768 osób (dane z 2006). Rada miasta zlokalizowana jest w Box Hill Town Hall.   

## Dzielnice

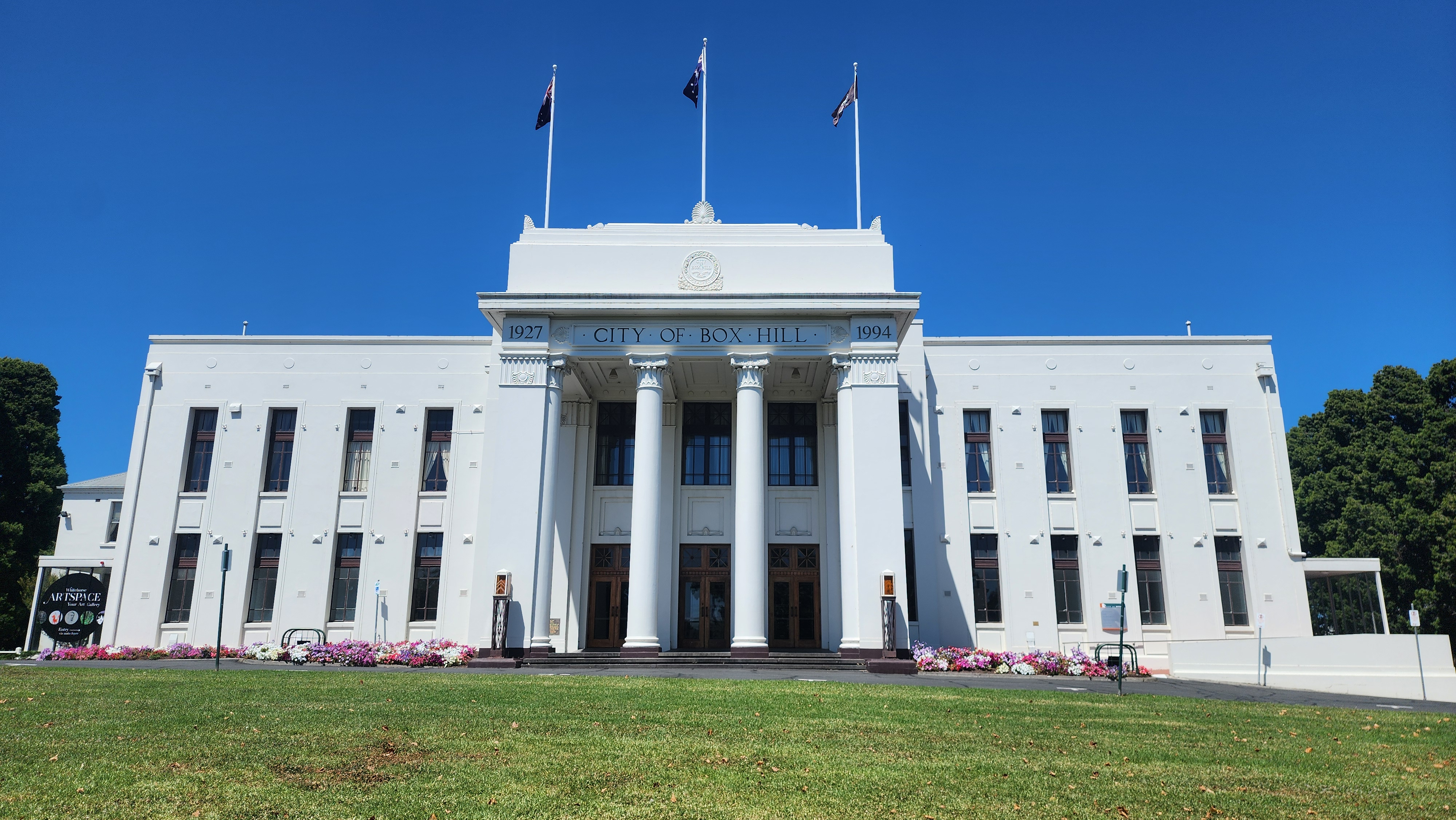
Box Hill Town Hall

- Bellbird
- Bennettswood
- Blackburn
- Blackburn North
- Blackburn South
- Box Hill
- Box Hill North
- Box Hill South
- Burwood
- Burwood East
- Forest Hill
- Heatherdale
- Houston
- Kerrimuir
- Laburnum
- Mitcham
- Mont Albert
- Mont Albert North
- Nunawading
- Surrey Hills
- Tally Ho
- Vermont
- Vermont South
- Wattle Park